# Automobiles Ours
Die Société des Automobiles Ours war ein französischer Automobilhersteller.

## Unternehmensgeschichte
Das Unternehmen aus Paris begann 1906 mit der Produktion von Automobilen. Der Markenname lautete Ours. 1909 endete die Produktion.

## Fahrzeuge
Angeboten wurden die Modelle 10/12 CV mit Dreizylindermotor und 14/16 CV mit Vierzylindermotor. Die Fahrzeuge wurden auch als Taxis eingesetzt. Im Jahre 1908 waren 150 Taxis von Ours in Paris im Einsatz. Auffällig an allen Modellen war der runde Kühlergrill.